# 弓长岭区
弓长岭区是辽宁省辽阳市下辖的一个市辖区，位於辽宁省中南部、辽阳市東南部，素以“嶺嶺藏寶、水水含金”而著稱。邊境長110.06公里。

## 行政区划
弓长岭区下辖2个街道办事处、1个镇、1个乡：
苏家街道、安平街道、汤河镇和安平乡。

## 人口
根據第七次人口普查數據，截至2020年11月1日零時，弓長嶺區常住人口為80870人。

## 特产
弓长岭矿泉水：国家地理标志产品。弓长岭区属于世界三大优质水源地之一，2006年被中国矿泉水联合会评为“中国矿泉水之乡”。